# Erica Eyres
Erica Eyres (Winnipeg, 1980) artista canadiense afincada en Glasgow. 
Estudió Bellas Artes en la Universidad de Manitoba (1998-2002) y completó su formación en la Escuela de Arte de Glasgow(2002-2004) y la Escuelta de Pintura y Escultura de Skowhegan(2003)
Ha realizado numerosas exposiciones en distintas ciudades del mundo. 